# North Petherton
North Petherton is een civil parish in het bestuurlijke gebied Sedgemoor, in het Engelse graafschap Somerset. De plaats telt 6730 inwoners.

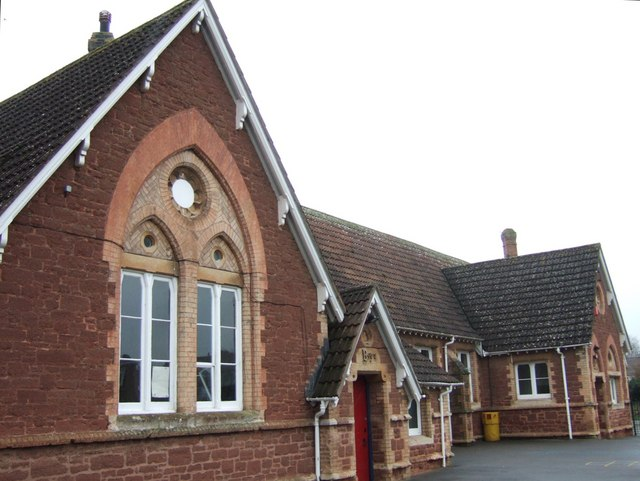
School in North Petherton
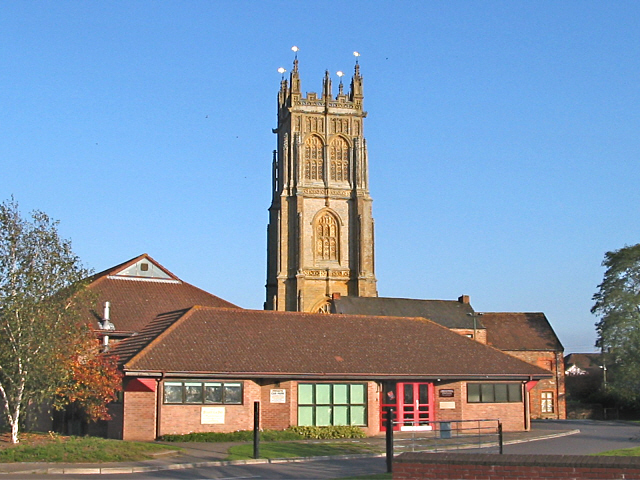
Gemeenschapscentrum